# ピーチ郡 (ジョージア州)
座標: 北緯32度34分 西経83度50分 / 北緯32.56度 西経83.83度
ピーチ郡（英: Peach County）は、アメリカ合衆国のジョージア州にある郡である。人口は2万7981人（2020年）。郡庁所在地はフォートバレー (Fort Valley)である。
1924年7月8日にハウストン郡とメイコン郡から分離・設立された。州内では最も新しい郡である。州内で最もよく作られている農産物の桃（ピーチ）にちなみ名づけられた。

## 地理
国勢調査局によると、この郡の総面積は392平方キロ（151平方マイル）で、うち391平方キロ（151平方マイル）が陸地、総面積の0.26%にあたる1平方キロ（0平方マイル）が水域となっている。
幹線道路
- 州間高速道路75号線
- 国道341号線
- 州道42号線
- 州道49号線
- 州道96号線

隣接する郡
- ビッブ郡（北）
- ハウストン郡（東）
- メイコン郡（南西）
- テイラー郡（西）
- クロウフォード郡（北西）

## 人口動態
2000年の国勢調査時点で、この郡には2万3668人、8436世帯、5997家族が暮らしている。人口密度は1平方キロあたり60人で、平方マイルに換算すると157人となる。住居数は9093軒で、1平方キロに平均23軒（1平方マイルあたりでは60軒）が建っていることになる。住民のうち白人は51.27%、アフリカ系は45.37%、ネイティブ・アメリカンは0.33%、アジア系は0.33%、太平洋諸島系は0.03%、その他の人種は1.83%、混血は0.84%、ヒスパニック（ラテン系）は4.22%を占める。

2000年国勢調査の結果をもとに作成した郡の人口ピラミッド

8436世帯のうち33.6%は18歳未満の子供と暮らしており、47.0%は夫婦で生活している。19.6%は未婚の女性が世帯主であり、28.9%は家族以外の住人と同居している。22.6%が独り身世帯で、7.8%を独居老人の世帯が占める。1世帯あたりの平均構成人数は2.68人、家庭の平均構成人数は3.14人である。
住民のうち26.0%が18歳未満の未成年、14.9%が18歳以上24歳以下、27.5%が25歳以上44歳以下、21.7%が45歳以上64歳以下、9.8%が65歳以上となっており、平均年齢は32歳である。女性100人に対して男性が93.6人いる一方、18歳以上の女性100人に対しては89.8人いる。
一世帯あたりの平均収入は3万4453米ドル、家族ごとでは4万1570米ドルである。男性の平均収入は3万3357米ドル、女性の平均収入は2万4440米ドルで、労働者でない人々も含めた住民一人当たりの収入は1万6031米ドルとなる。総人口の20.2%、家族の15.2%、18歳未満の子供の24.5%、および65歳以上の高齢者の13.5%は貧困線以下の収入で生計を立てている。

## 都市および町
- バイロン (en:Byron, Georgia)
- フォートバレー (en:Fort Valley, Georgia)
- ワーナーロビンス (en:Warner Robins, Georgia) - 一部が属する